# كوم أشقاو
قرية كوم أشقاو هي إحدى القرى التابعة لمركز طما بمحافظة سوهاج في جمهورية مصر العربية. حسب إحصاءات سنة 2006، بلغ إجمالي السكان في كوم أشقاو 10705 نسمة، منهم 5521 رجل و 5184 امرأة، ومن أعلامها المخرج رضوان الكاشف.
عرفت قديما باسم أفروديتوبوليس. ذكرها جوتييه في قاموسه أن هذه المدينة كانت عاصمة للمقاطعة العاشرة في صعيد مصر. اسمها المصري Tkou والقبطي Tschkoou ومنه اشتق الاسم العربي إشقاو.
عُثر فيها على البرديات المعروفة ببرديات أفروديتو، تتضمن البرديات المكتشفة رسائل من قره بن شريك إلى باسيليوس صاحب أشقوه، ومجموعات أخرى من الرسائل بلغات يونانية وقبطية وعربية.